# Lista de singles número um na Billboard Global 200 em 2021

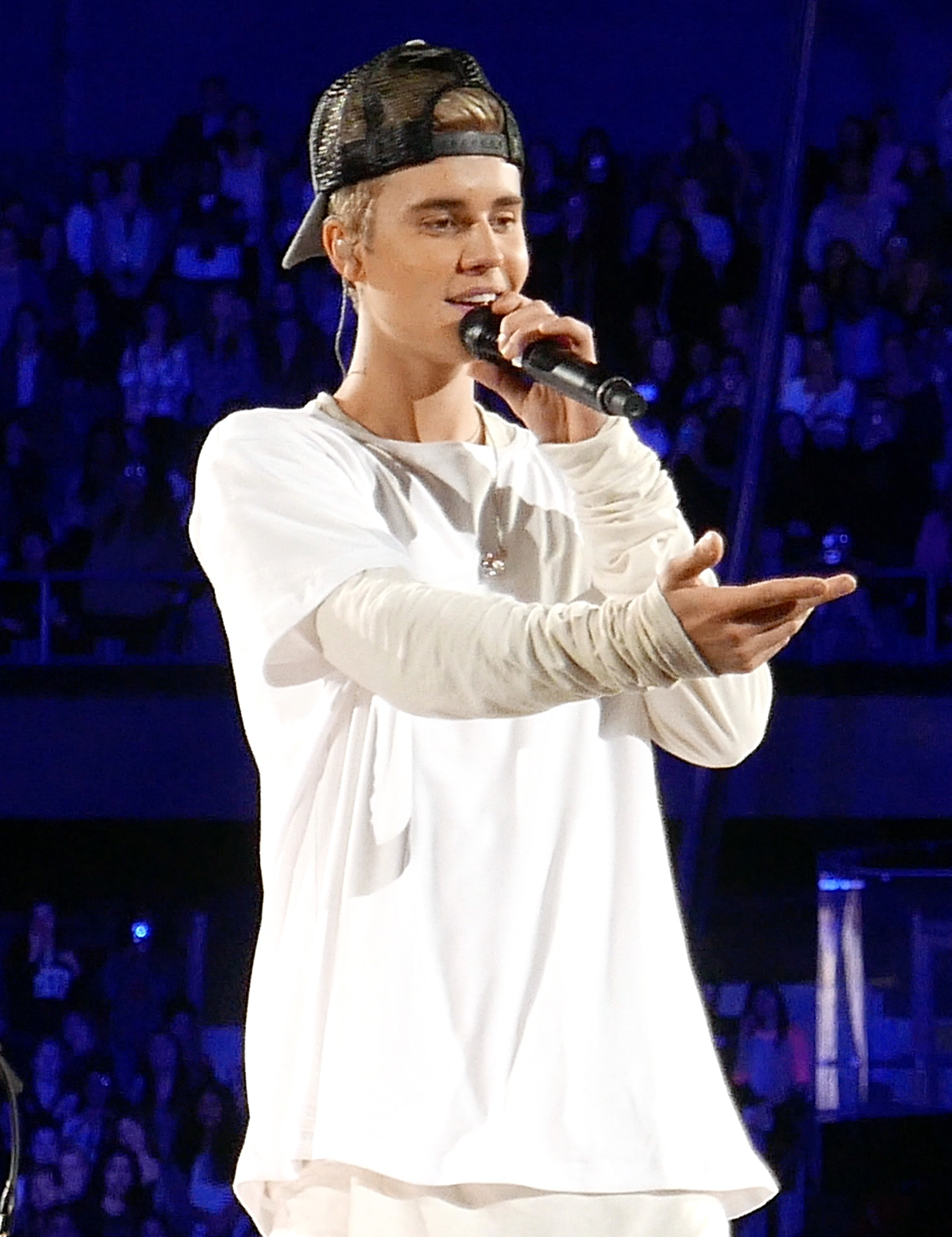
O cantor canadense Justin Bieber ficou no topo da Global 200 por 13 semanas e da Global Excl. US por 14 semanas, auxiliado por dois singles número um: "Peaches" e a colaboração com The Kid Laroi, "Stay".

Abaixo segue uma lista de singles número um na Billboard Global 200 em 2021. A Global 200 é uma parada musical que classifica as canções com melhor desempenho globalmente. Seus dados, publicados pela revista Billboard e compilados pela MRC Data, são baseados em vendas digitais e streaming online de mais de 200 territórios em todo o mundo. Outra parada semelhante é a Billboard Global Excl. US, que segue a mesma fórmula, exceto que abrange todos os territórios, excluindo os EUA.
Na Global 200, quatorze singles alcançaram o número um em 2021. Além disso, dois outros singles número um, "All I Want for Christmas Is You" de Mariah Carey e "Dynamite" do BTS, já haviam atingido o número um em 2020. Dezesseis artistas alcançaram o topo da parada, com treze—Olivia Rodrigo, Drake, Rosé, Justin Bieber, Daniel Caesar, Giveon, Lil Nas X, The Weeknd, Ed Sheeran, The Kid Laroi, Coldplay, Adele e Taylor Swift— alcançando o topo da parada pela primeira vez. O BTS colocou três singles no número um, enquanto Olivia Rodrigo e Justin Bieber colocaram dois cada, tornando-se os únicos artistas a alcançar o número um com várias canções em 2021. Olivia Rodrigo passou mais semanas no primeiro lugar com 14 semanas não consecutivas no número um, enquanto "Stay", de The Kid Laroi e Justin Bieber, é a canção mais longa no número um, com 11 semanas no topo da parada.
Na Global Excl. US, onze singles alcançaram o número um em 2021. Além disso, dois outros singles número um, "All I Want for Christmas Is You" de Mariah Carey e "Dynamite" do BTS, já haviam atingido o primeiro lugar em 2020. Treze artistas alcançou o topo das paradas, com onze—Olivia Rodrigo, Rosé, Justin Bieber, Daniel Caesar, Giveon, Lil Nas X, Ed Sheeran, Kid Laroi, Coldplay, Adele e Taylor Swift—alcançando o topo da parada pela primeira vez. O BTS colocou três singles no número um, enquanto Justin Bieber colocou dois, tornando-se os únicos artistas a alcançar o número um com várias canções em 2021. Bieber também passou mais semanas no primeiro lugar, com 14 semanas não consecutivas. A canção "Stay" de The Kid Laroi e Justin Bieber está empatada com "Drivers License" de Olivia Rodrigo como a canção mais longa no número um em 2021, cada uma com nove semanas no topo da parada.

## Histórico
| † | A canção número #1 na Global 200 em 2021, "Levitating", de Dua Lipa, nunca alcançou o primeiro lugar nas paradas semanais. |
| ‡ | Indica a canção de melhor desempenho na Global Excl. US em 2021                                                            |

| Data            | Billboard Global 200              | Billboard Global 200                              | Billboard Global Excl. US         | Billboard Global Excl. US                         | Ref.   |
| Data            | Canção                            | Artista(s)                                        | Canção                            | Artista(s)                                        | Ref.   |
| --------------- | --------------------------------- | ------------------------------------------------- | --------------------------------- | ------------------------------------------------- | ------ |
| 2 de janeiro    | "All I Want for Christmas Is You" | Mariah Carey                                      | "All I Want for Christmas Is You" | Mariah Carey                                      | [ 3 ]  |
| 9 de janeiro    | "All I Want for Christmas Is You" | Mariah Carey                                      | "Dynamite" ‡                      | BTS                                               | [ 4 ]  |
| 16 de janeiro   | "Dynamite"                        | BTS                                               | "Dynamite" ‡                      | BTS                                               | [ 5 ]  |
| 23 de janeiro   | "Drivers License"                 | Olivia Rodrigo                                    | "Drivers License"                 | Olivia Rodrigo                                    | [ 6 ]  |
| 30 de janeiro   | "Drivers License"                 | Olivia Rodrigo                                    | "Drivers License"                 | Olivia Rodrigo                                    | [ 7 ]  |
| 6 de fevereiro  | "Drivers License"                 | Olivia Rodrigo                                    | "Drivers License"                 | Olivia Rodrigo                                    | [ 8 ]  |
| 13 de fevereiro | "Drivers License"                 | Olivia Rodrigo                                    | "Drivers License"                 | Olivia Rodrigo                                    | [ 9 ]  |
| 20 de fevereiro | "Drivers License"                 | Olivia Rodrigo                                    | "Drivers License"                 | Olivia Rodrigo                                    | [ 10 ] |
| 27 de fevereiro | "Drivers License"                 | Olivia Rodrigo                                    | "Drivers License"                 | Olivia Rodrigo                                    | [ 11 ] |
| 6 de março      | "Drivers License"                 | Olivia Rodrigo                                    | "Drivers License"                 | Olivia Rodrigo                                    | [ 12 ] |
| 13 de março     | "Drivers License"                 | Olivia Rodrigo                                    | "Drivers License"                 | Olivia Rodrigo                                    | [ 13 ] |
| 20 de março     | "What's Next"                     | Drake                                             | "Drivers License"                 | Olivia Rodrigo                                    | [ 14 ] |
| 27 de março     | "On the Ground"                   | Rosé                                              | "On the Ground"                   | Rosé                                              | [ 15 ] |
| 3 de abril      | "Peaches"                         | Justin Bieber com part. de Daniel Caesar e Giveon | "Peaches"                         | Justin Bieber com part. de Daniel Caesar e Giveon | [ 16 ] |
| 10 de abril     | "Peaches"                         | Justin Bieber com part. de Daniel Caesar e Giveon | "Peaches"                         | Justin Bieber com part. de Daniel Caesar e Giveon | [ 17 ] |
| 17 de abril     | "Montero (Call Me by Your Name)"  | Lil Nas X                                         | "Peaches"                         | Justin Bieber com part. de Daniel Caesar e Giveon | [ 18 ] |
| 24 de abril     | "Montero (Call Me by Your Name)"  | Lil Nas X                                         | "Peaches"                         | Justin Bieber com part. de Daniel Caesar e Giveon | [ 19 ] |
| 1 de maio       | "Montero (Call Me by Your Name)"  | Lil Nas X                                         | "Peaches"                         | Justin Bieber com part. de Daniel Caesar e Giveon | [ 20 ] |
| 8 de maio       | "Save Your Tears"                 | The Weeknd e Ariana Grande                        | "Montero (Call Me by Your Name)"  | Lil Nas X                                         | [ 21 ] |
| 15 de maio      | "Montero (Call Me by Your Name)"  | Lil Nas X                                         | "Montero (Call Me by Your Name)"  | Lil Nas X                                         | [ 22 ] |
| 22 de maio      | "Montero (Call Me by Your Name)"  | Lil Nas X                                         | "Montero (Call Me by Your Name)"  | Lil Nas X                                         | [ 23 ] |
| 29 de maio      | "Good 4 U"                        | Olivia Rodrigo                                    | "Montero (Call Me by Your Name)"  | Lil Nas X                                         | [ 24 ] |
| 5 de junho      | "Butter"                          | BTS                                               | "Butter"                          | BTS                                               | [ 25 ] |
| 12 de junho     | "Butter"                          | BTS                                               | "Butter"                          | BTS                                               | [ 26 ] |
| 19 de junho     | "Good 4 U"                        | Olivia Rodrigo                                    | "Butter"                          | BTS                                               | [ 27 ] |
| 26 de junho     | "Good 4 U"                        | Olivia Rodrigo                                    | "Butter"                          | BTS                                               | [ 28 ] |
| 3 de julho      | "Good 4 U"                        | Olivia Rodrigo                                    | "Butter"                          | BTS                                               | [ 29 ] |
| 10 de julho     | "Good 4 U"                        | Olivia Rodrigo                                    | "Bad Habits"                      | Ed Sheeran                                        | [ 30 ] |
| 17 de julho     | "Good 4 U"                        | Olivia Rodrigo                                    | "Bad Habits"                      | Ed Sheeran                                        | [ 31 ] |
| 24 de julho     | "Permission to Dance"             | BTS                                               | "Permission to Dance"             | BTS                                               | [ 32 ] |
| 31 de julho     | "Bad Habits"                      | Ed Sheeran                                        | "Bad Habits"                      | Ed Sheeran                                        | [ 33 ] |
| 7 de agosto     | "Stay"                            | The Kid Laroi e Justin Bieber                     | "Bad Habits"                      | Ed Sheeran                                        | [ 34 ] |
| 14 de agosto    | "Stay"                            | The Kid Laroi e Justin Bieber                     | "Bad Habits"                      | Ed Sheeran                                        | [ 35 ] |
| 21 de agosto    | "Stay"                            | The Kid Laroi e Justin Bieber                     | "Stay"                            | The Kid Laroi e Justin Bieber                     | [ 36 ] |
| 28 de agosto    | "Stay"                            | The Kid Laroi e Justin Bieber                     | "Stay"                            | The Kid Laroi e Justin Bieber                     | [ 37 ] |
| 4 de setembro   | "Stay"                            | The Kid Laroi e Justin Bieber                     | "Stay"                            | The Kid Laroi e Justin Bieber                     | [ 38 ] |
| 11 de setembro  | "Stay"                            | The Kid Laroi e Justin Bieber                     | "Stay"                            | The Kid Laroi e Justin Bieber                     | [ 39 ] |
| 18 de setembro  | "Stay"                            | The Kid Laroi e Justin Bieber                     | "Stay"                            | The Kid Laroi e Justin Bieber                     | [ 40 ] |
| 25 de setembro  | "Stay"                            | The Kid Laroi e Justin Bieber                     | "Stay"                            | The Kid Laroi e Justin Bieber                     | [ 41 ] |
| 2 de outubro    | "Stay"                            | The Kid Laroi e Justin Bieber                     | "Stay"                            | The Kid Laroi e Justin Bieber                     | [ 42 ] |
| 9 de outubro    | "My Universe"                     | Coldplay e BTS                                    | "My Universe"                     | Coldplay e BTS                                    | [ 43 ] |
| 16 de outubro   | "Stay"                            | The Kid Laroi e Justin Bieber                     | "Stay"                            | The Kid Laroi e Justin Bieber                     | [ 44 ] |
| 23 de outubro   | "Stay"                            | The Kid Laroi e Justin Bieber                     | "Stay"                            | The Kid Laroi e Justin Bieber                     | [ 45 ] |
| 30 de outubro   | "Easy on Me"                      | Adele                                             | "Easy on Me"                      | Adele                                             | [ 46 ] |
| 6 de novembro   | "Easy on Me"                      | Adele                                             | "Easy on Me"                      | Adele                                             | [ 47 ] |
| 13 de novembro  | "Easy on Me"                      | Adele                                             | "Easy on Me"                      | Adele                                             | [ 48 ] |
| 20 de novembro  | "Easy on Me"                      | Adele                                             | "Easy on Me"                      | Adele                                             | [ 49 ] |
| 27 de novembro  | "All Too Well (Taylor's Version)" | Taylor Swift                                      | "All Too Well (Taylor's Version)" | Taylor Swift                                      | [ 50 ] |
| 4 de dezembro   | "Easy on Me"                      | Adele                                             | "Easy on Me"                      | Adele                                             | [ 51 ] |
| 11 de dezembro  | "Easy on Me"                      | Adele                                             | "Easy on Me"                      | Adele                                             | [ 52 ] |
| 18 de dezembro  | "All I Want for Christmas Is You" | Mariah Carey                                      | "Easy on Me"                      | Adele                                             | [ 53 ] |
| 25 de dezembro  | "All I Want for Christmas Is You" | Mariah Carey                                      | "All I Want for Christmas Is You" | Mariah Carey                                      | [ 54 ] |